# Ninke Gryp
Ninke Gryp (Dendermonde, 15 januari 1991) is een Belgische actrice.
Gryp speelde als tiener mee in de Vlaamse film Buitenspel en in de VTM-serie De Kavijaks. Ook was ze te zien in kortfilms en onder meer de theaterstukken Verloren Voorwerpen van Bronx (Brussel) en Jeanne en Playground Love van fABULEUS.
In 2024 bracht ze een novelle uit, Anima mea.